# Gorgoni

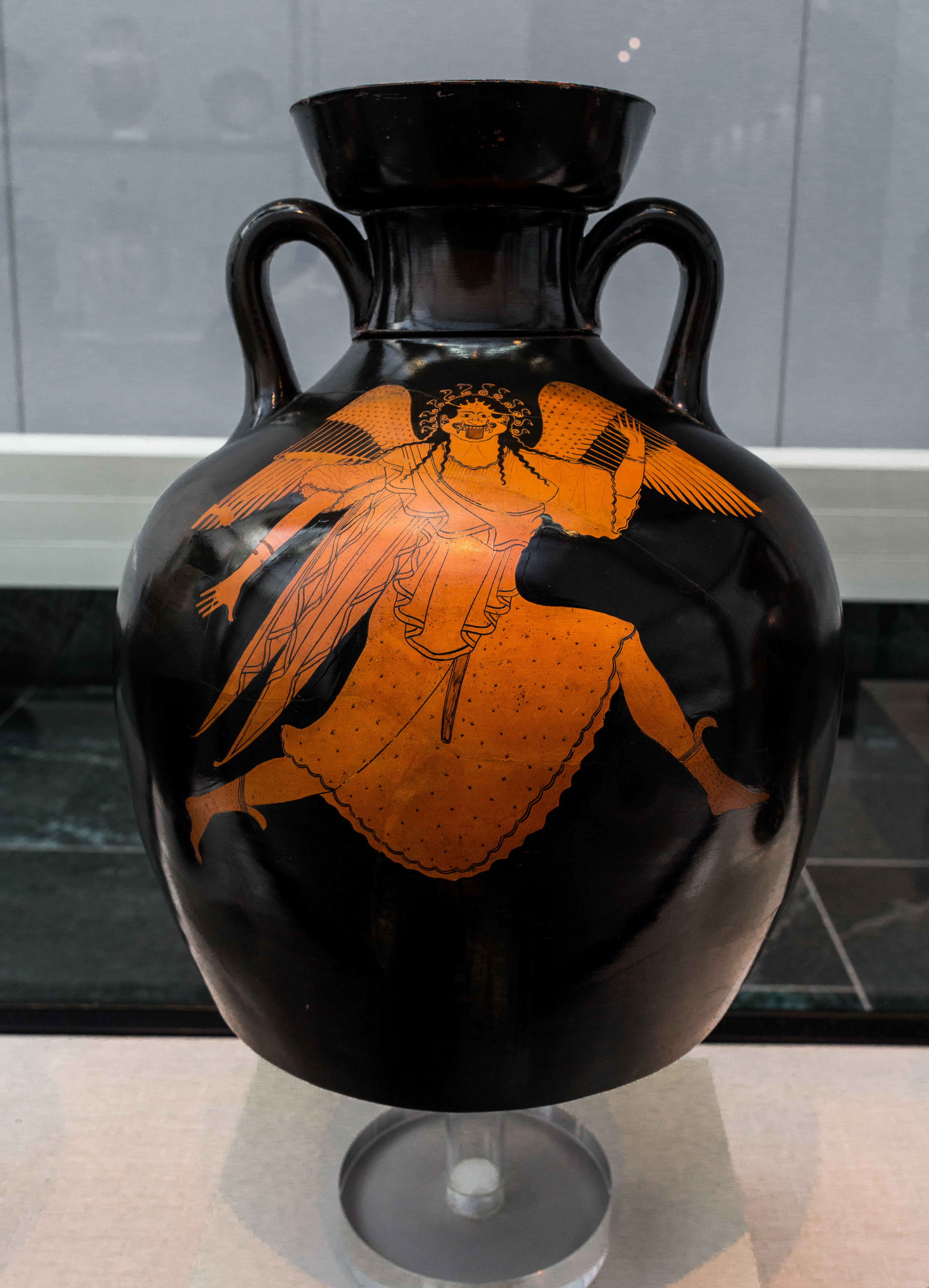
Anfora ateniese con la gorgone Medusa in corsa (490 a.C.) oggi alle Staatliche Antikensammlungen

Le gòrgoni o gorgóni (in greco antico: Γοργόνες?, Gorgónes; in greco Γοργών?, Gorgṓn) sono mostri della mitologia greca. Figlie di Forco e di Ceto, abitavano nell'estremo occidente del mondo conosciuto dai greci.

## Mitologia

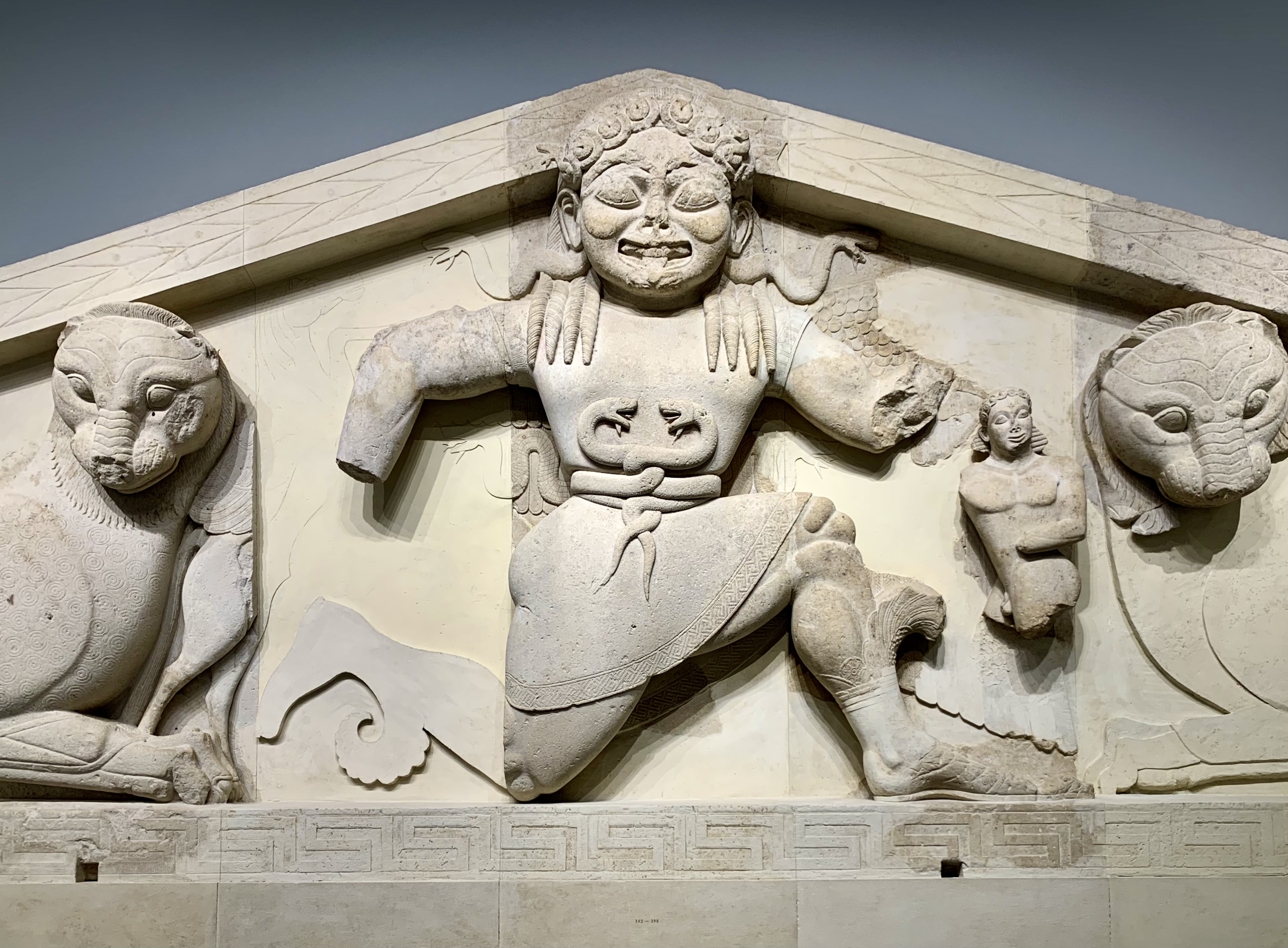
Medusa, una delle tre gorgoni, rappresentata nella tradizionale "corsa in ginocchio" sul tempio di Artemide a Corfù. Si tratta di un espediente molto usato in antichità per rendere meglio l'idea della velocità su una figura in movimento

Erano tre sorelle, Steno, Euriale e Medusa. Di un aspetto mostruoso, avevano ali d'oro, mani di bronzo, al posto dei capelli avevano dei serpenti, e chiunque le guardasse direttamente negli occhi rimaneva pietrificato. La gorgone per antonomasia era Medusa, unica mortale fra le tre e loro regina, che, per volere di Persefone, era la custode degli Inferi.
Le Gorgoni rappresentavano la perversione nelle sue tre forme: Euriale rappresentava la perversione sessuale, Steno la perversione morale e Medusa la perversione intellettuale.
Il mito narra che Perseo, avendo ricevuto l'ordine di consegnare la testa di Medusa a Polidette, signore dell'isola di Serifo, si recò prima presso le Graie, sorelle delle Gorgoni, costringendole a indicargli la via per raggiungere le Ninfe. Da queste ricevette sandali alati, una bisaccia e un elmo che rendeva invisibili: doni ai quali si aggiunsero uno scudo levigato, tanto da riflettere l'immagine della Gorgone, da parte di Atena e un falcetto da parte di Ermes.
Così armato, Perseo volò contro le Gorgoni e, mentre erano addormentate, guardandone l'immagine nello scudo divino di Atena per evitare di rimanere pietrificato, tagliò la testa a Medusa e la chiuse subito nella bisaccia delle Graie. Dal tronco decapitato di Medusa uscirono, insieme ai fiotti di sangue, il cavallo alato Pegaso e Crisaore, padre di Gerione.
Perseo donò la testa della Gorgone alla dea Atena, la quale la fissò al centro del proprio scudo per terrorizzare i nemici in battaglia.

## Galleria d'immagini

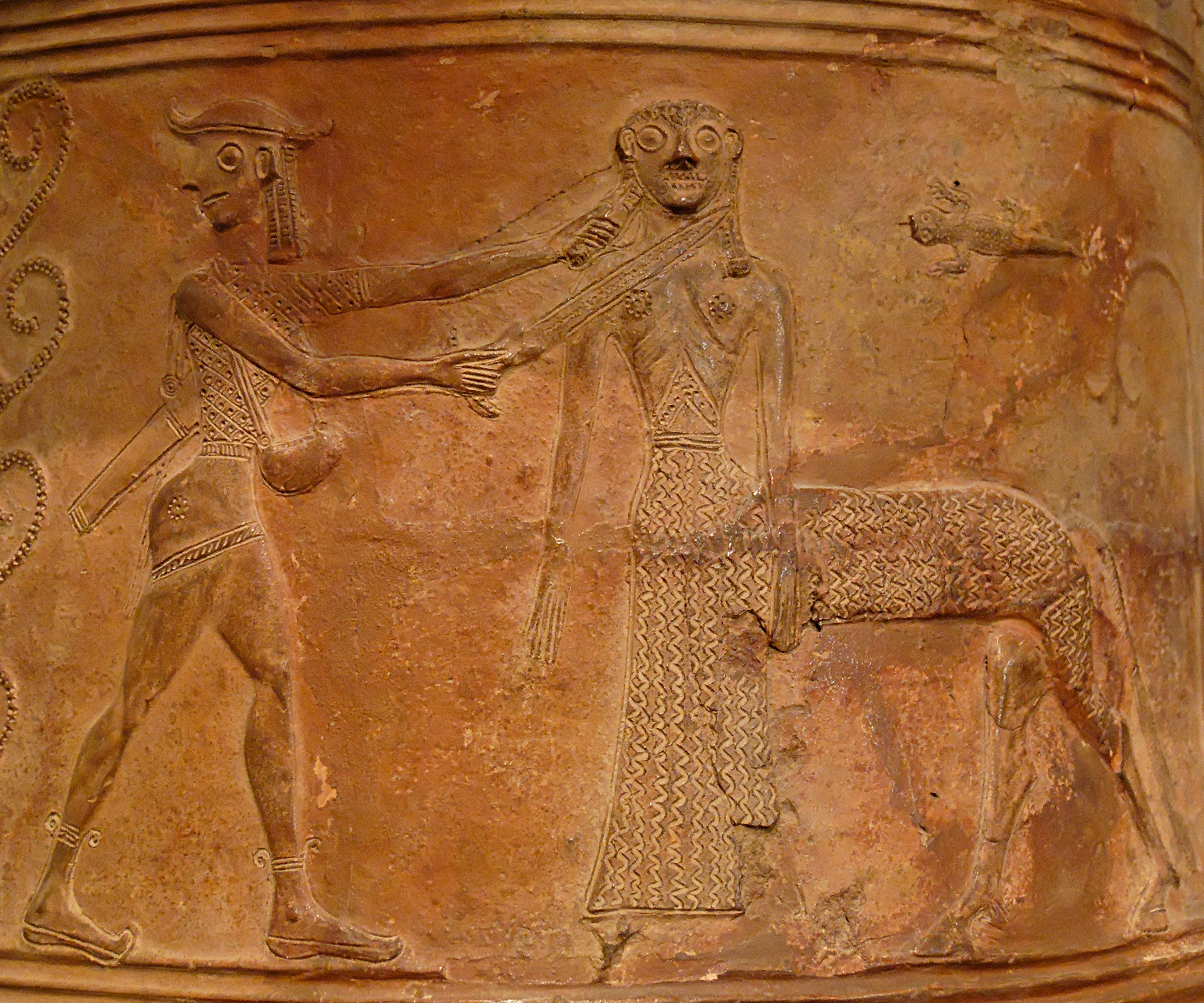
Pithos a rilievo con la gorgone Medusa dal corpo equino (VII secolo a.C.) oggi al Museo del Louvre
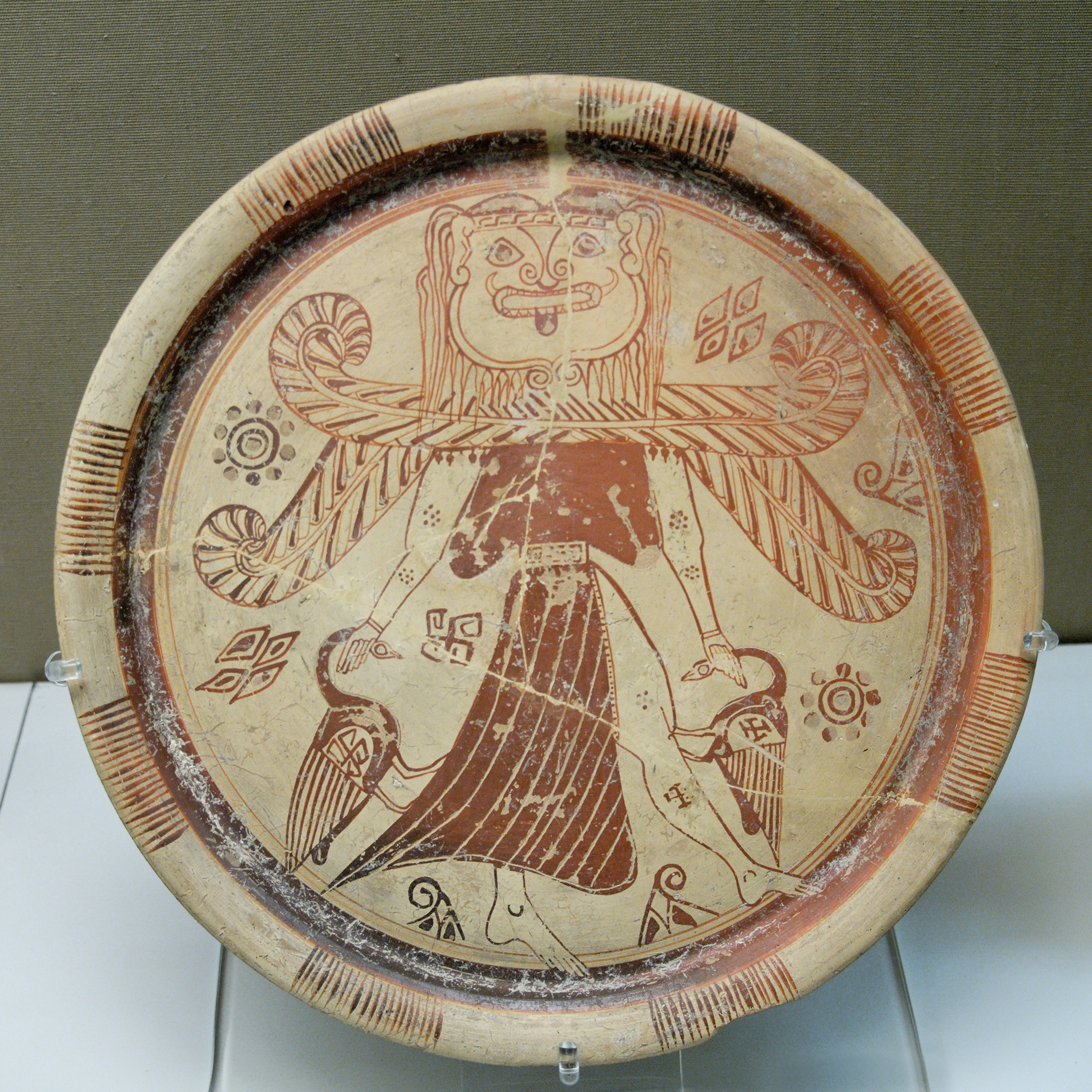
Piatto con gorgone alata rappresentata come signora degli animali (VII secolo a.C.) oggi al British Museum
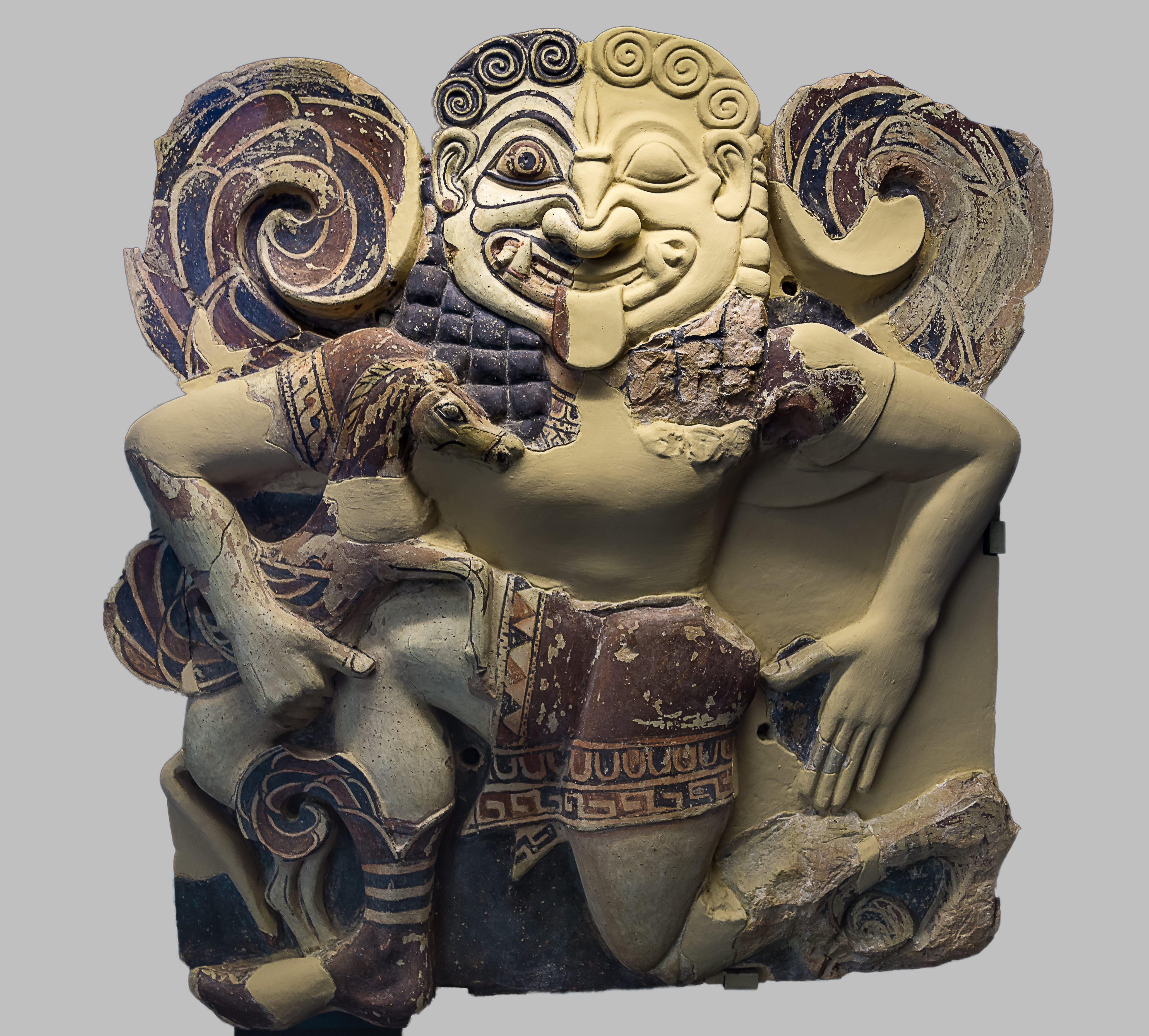
Metopa arcaica con la gorgone Medusa dall'Artemision di Siracusa (VI secolo a.C.) oggi al Museo archeologico regionale Paolo Orsi
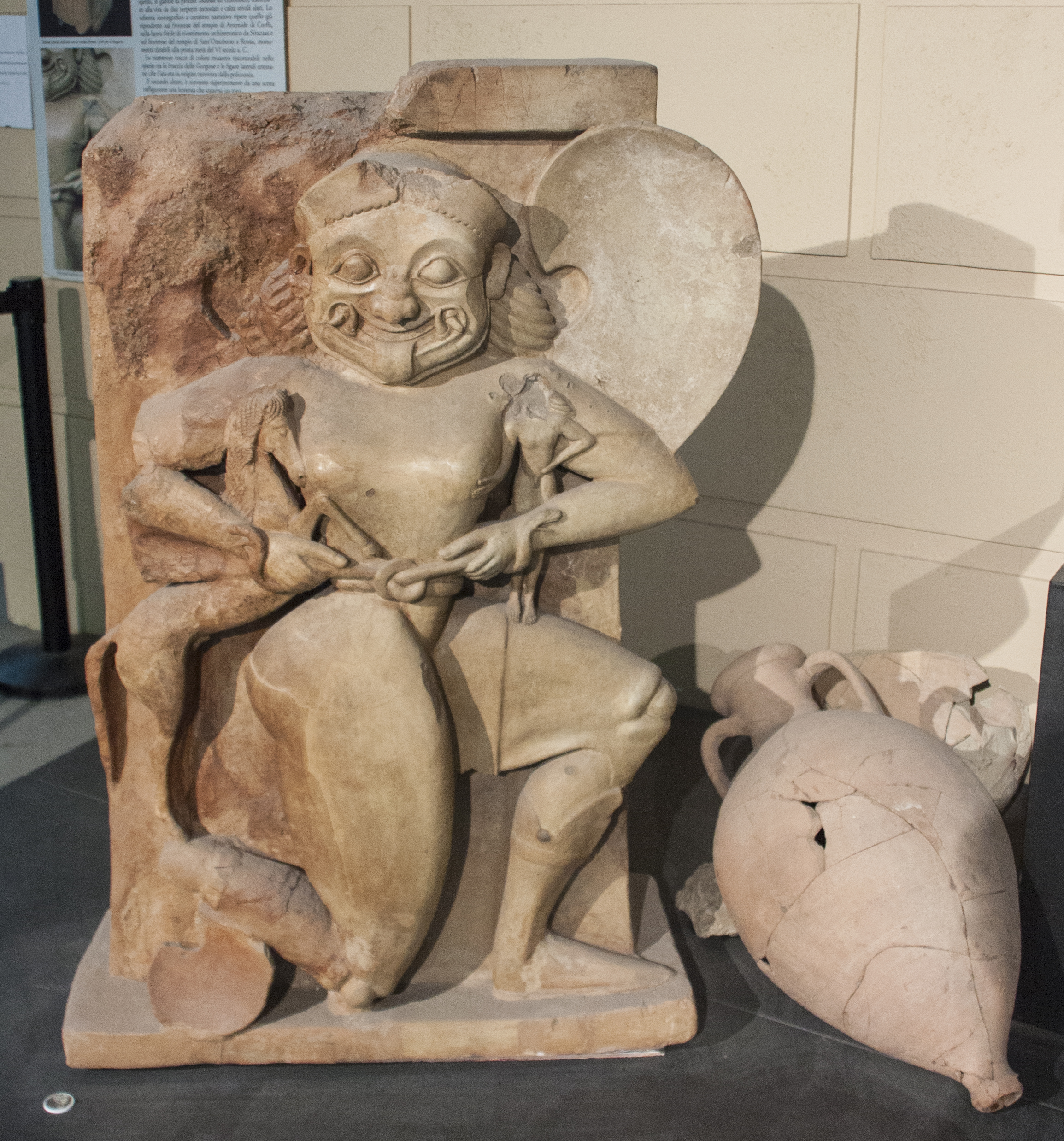
Ara in terracotta con la gorgone Medusa dall'emporio di Bosco Littorio (V secolo a.C.) oggi al museo archeologico regionale di Gela
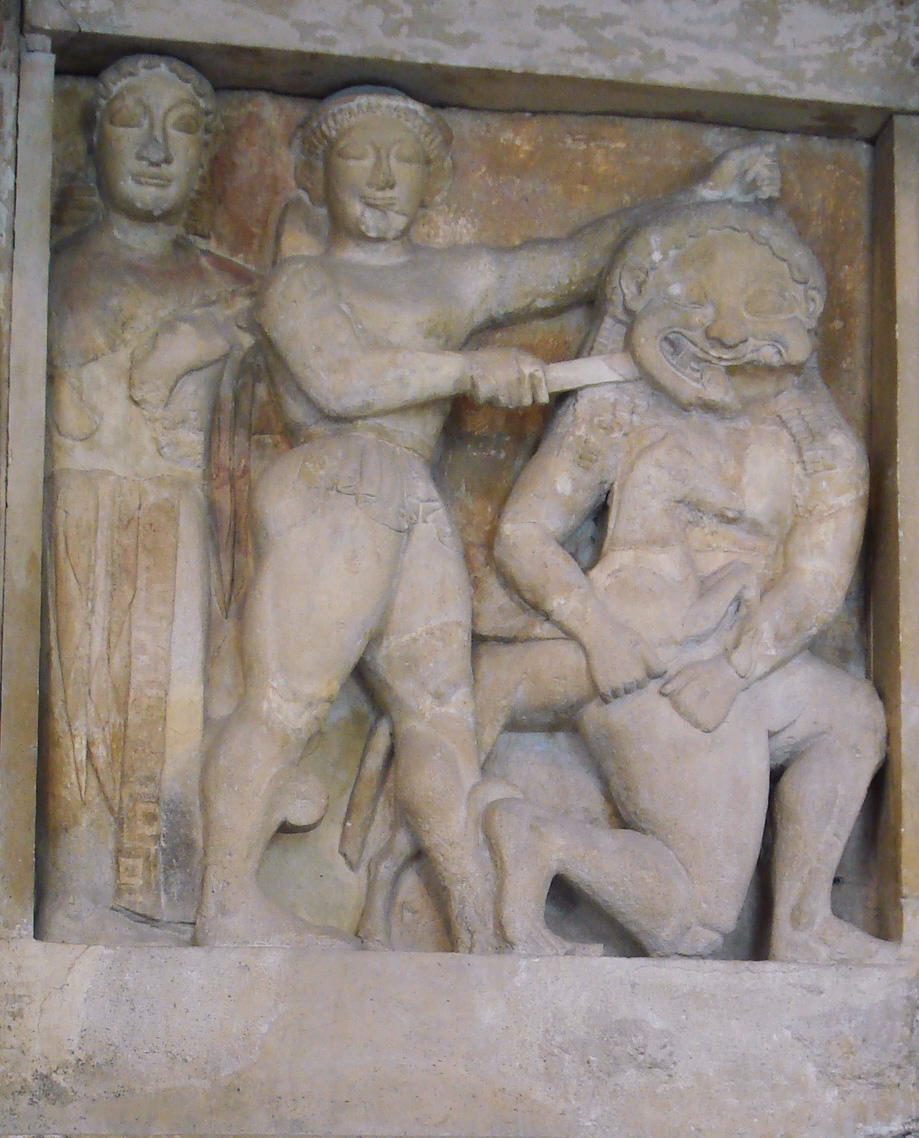
Metopa con la decapitazione della gorgone Medusa dal Tempio C di Selinunte, oggi al Museo Archeologico Regionale Antonino Salinas
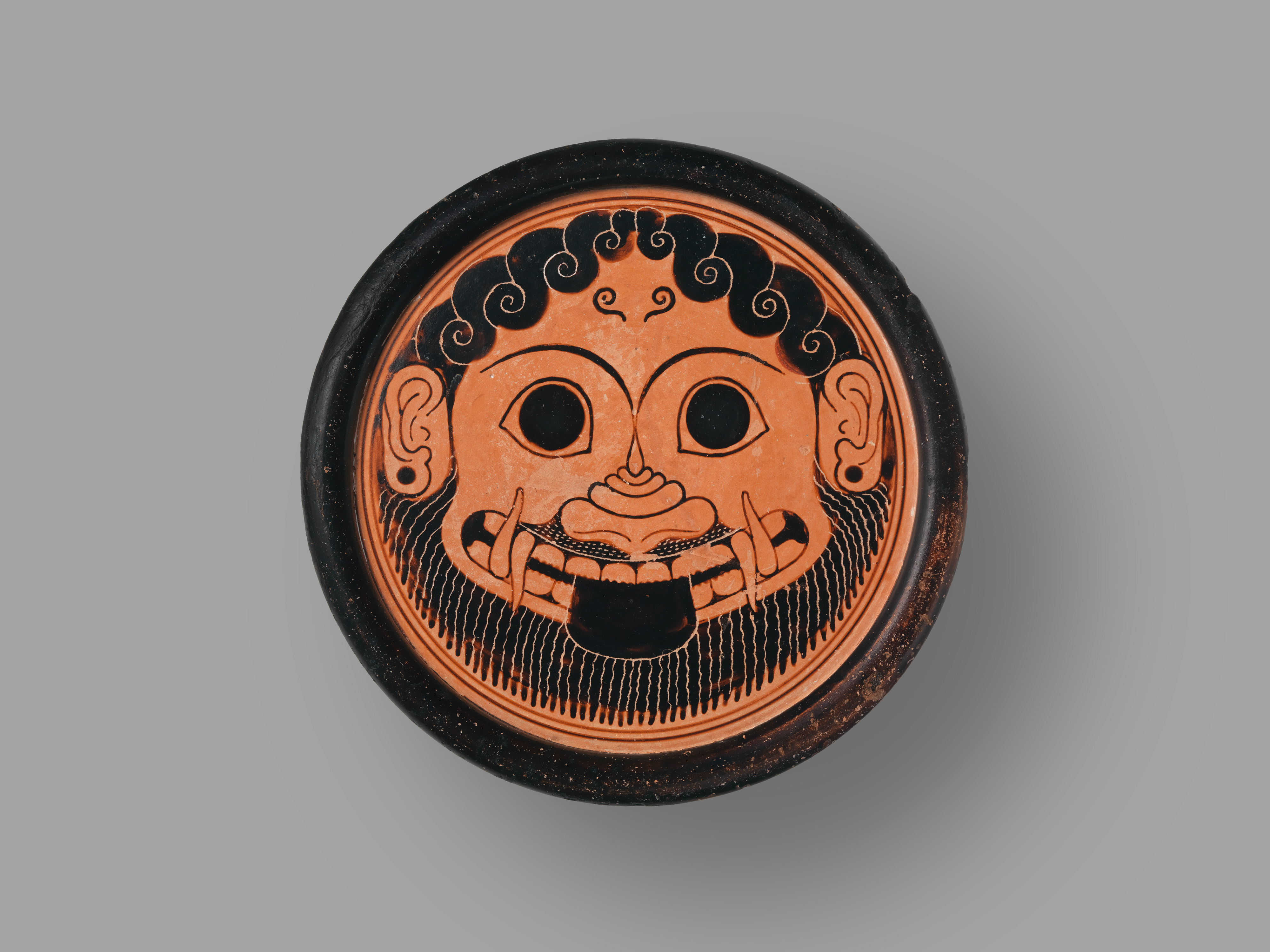
Supporto in terracotta con gorgone barbuta (570 a.C.) ad opera di Ergotimo e Kleitias, oggi al Metropolitan Museum of Art
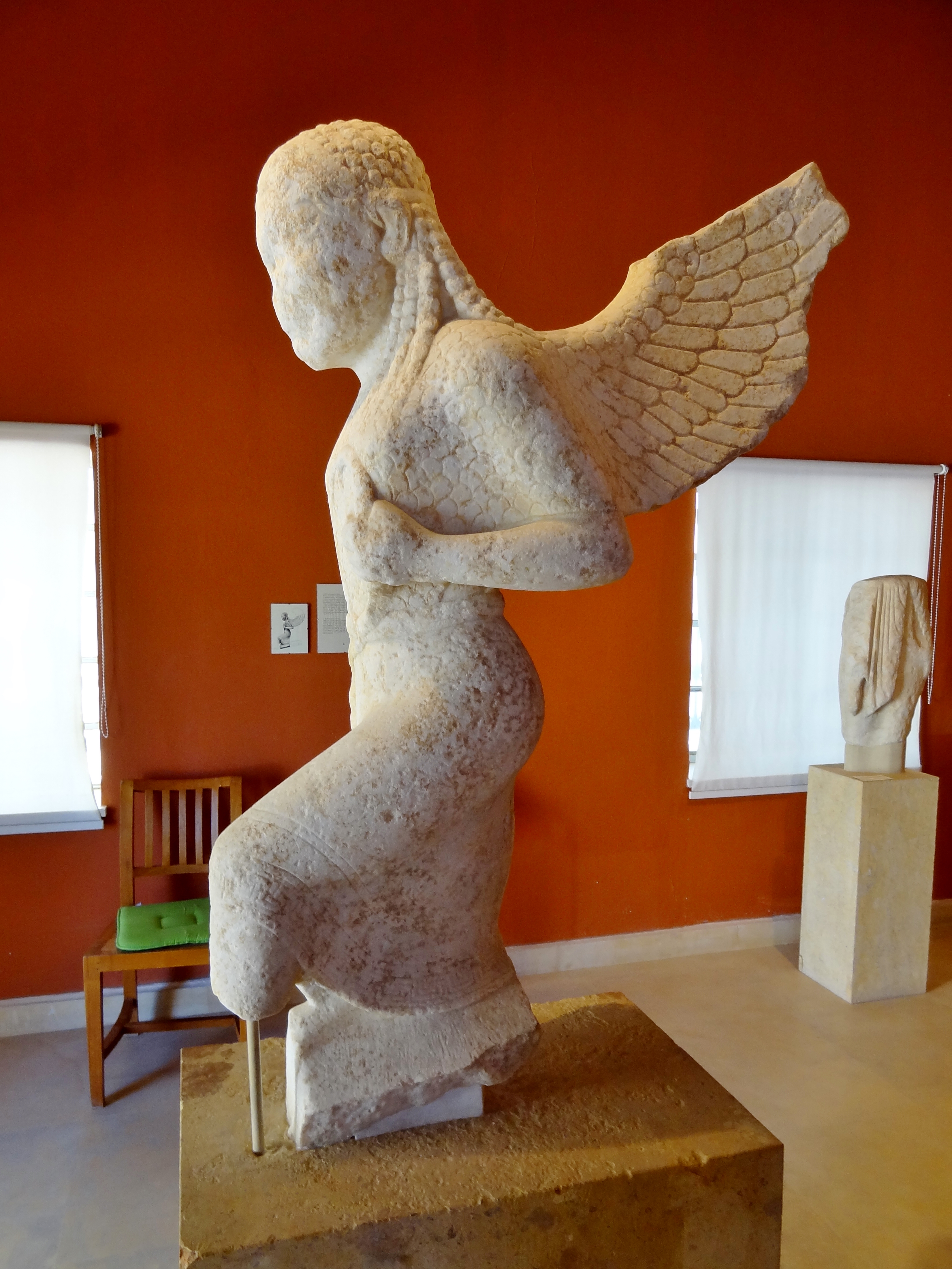
Scultura di una gorgone in corsa (VI secolo a.C.) rinvenuta nelle isole Cicladi, oggi al museo archeologico di Paro
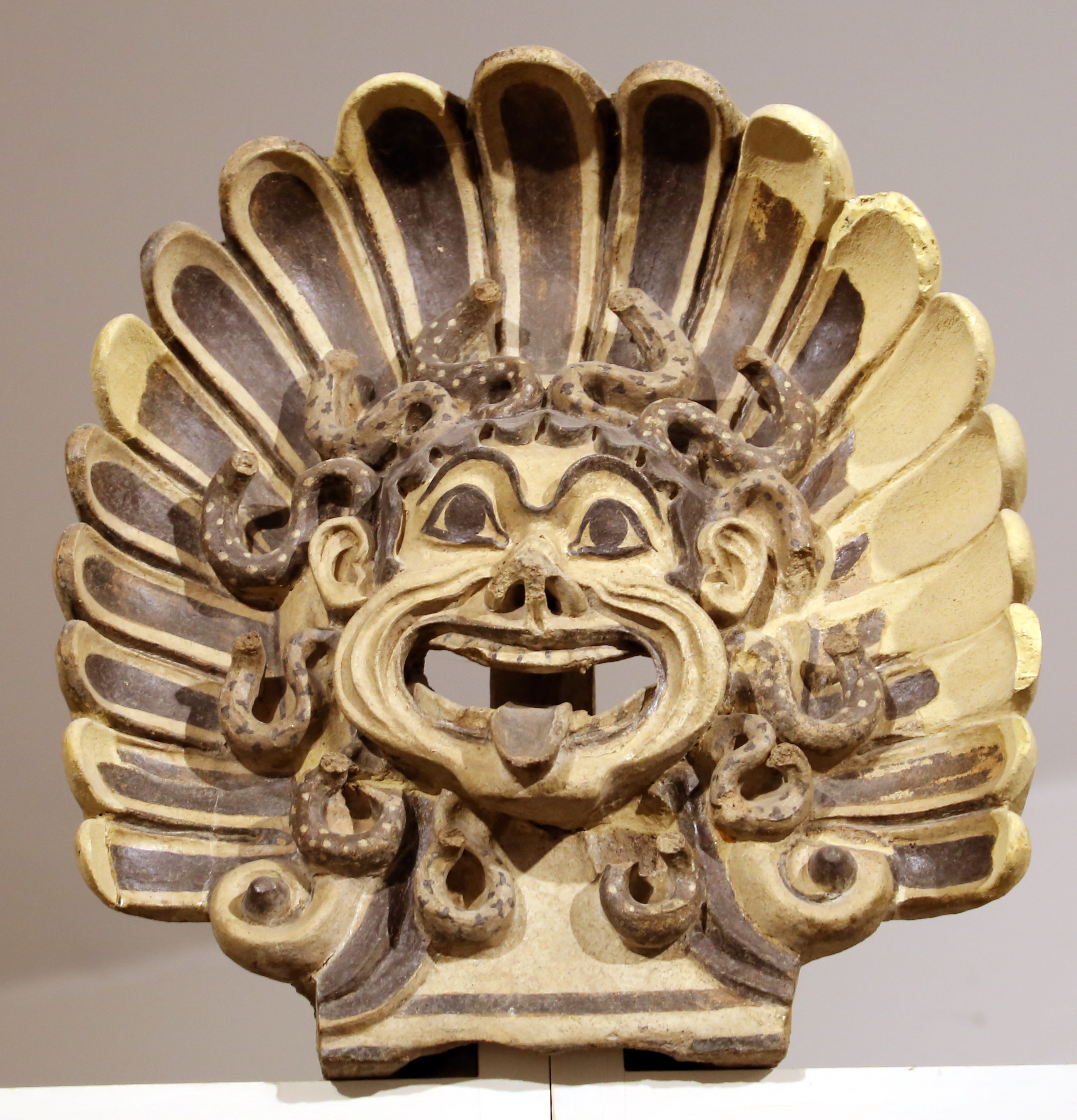
Antefissa con testa di gorgone (510 a.C.) dal santuario di Portonaccio, oggi al Museo Nazionale Etrusco di Villa Giulia
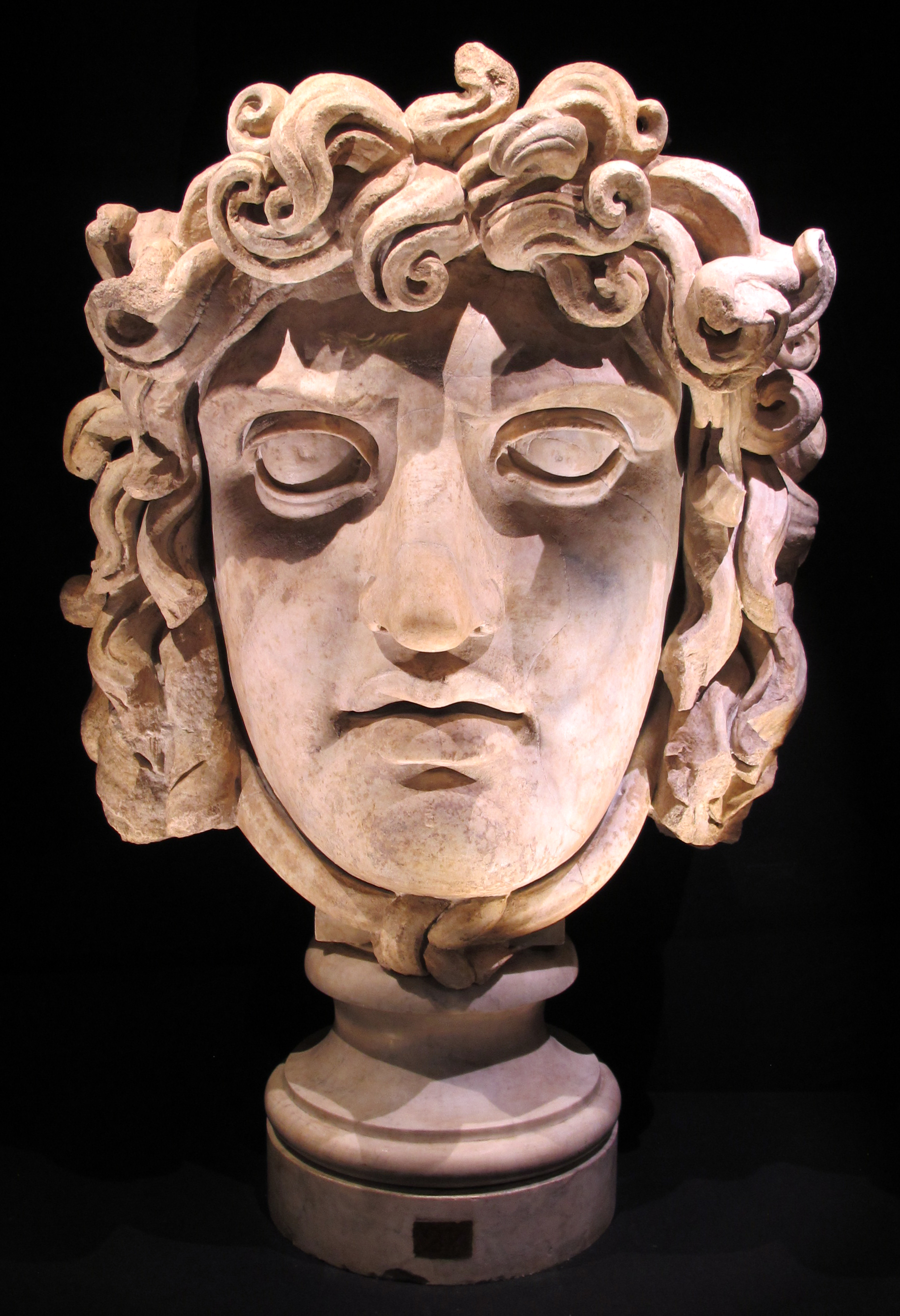
Testa di gorgone (II secolo a.C.) dal Tempio di Venere e Roma, oggi ai Musei Vaticani
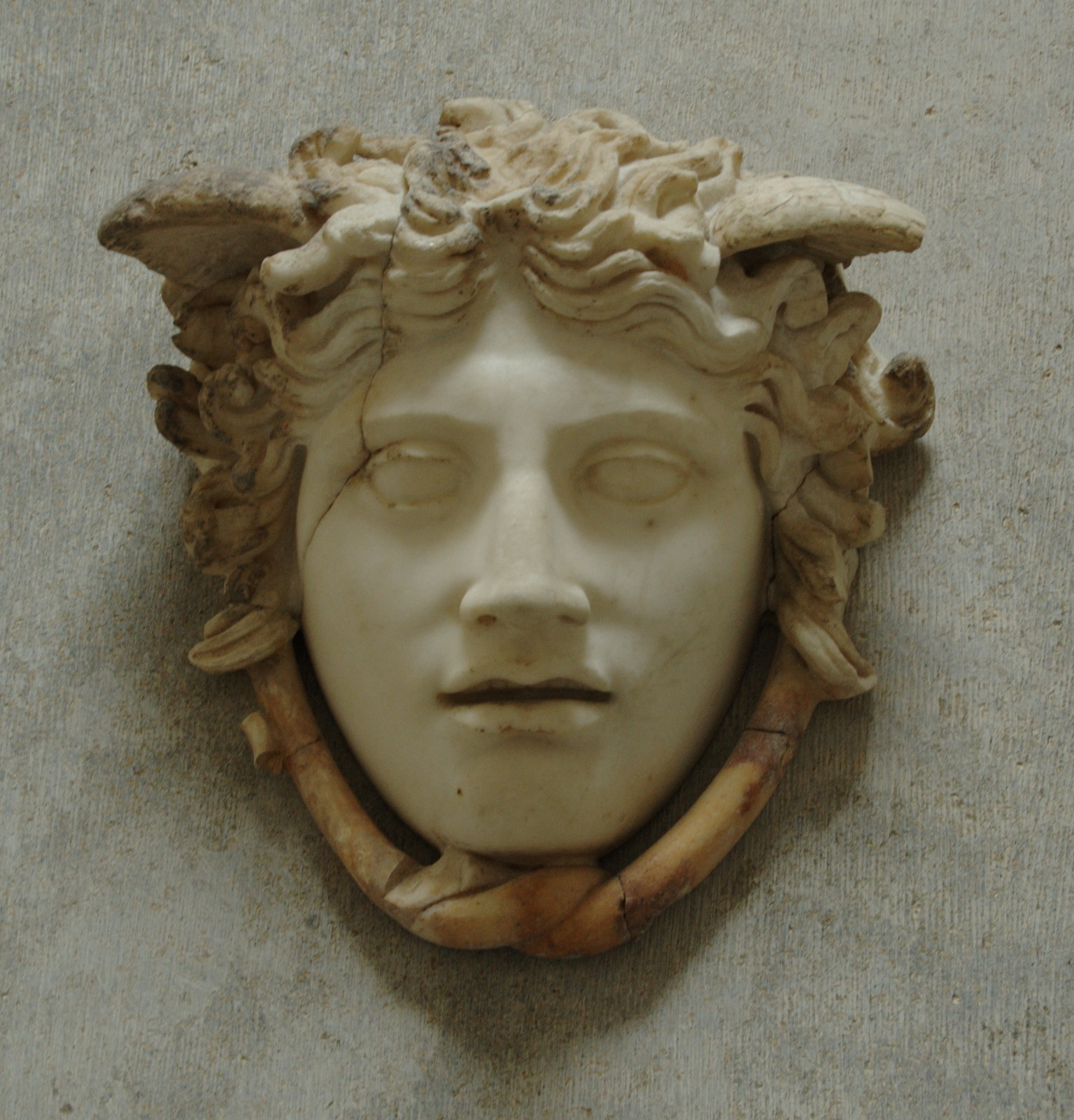
La Medusa Rondanini, oggi nella gliptoteca di Monaco di Baviera. Ad esso è ispirato il logo della casa di moda Versace

## Nella cultura di massa
- La testa di Medusa è il logo della nota casa di moda Versace.